# Kelurahan Kebayoran Lama Utara
Kelurahan Kebayoran Lama Utara är en administrativ by i Indonesien.   Den ligger i provinsen Jakarta, i den västra delen av landet. Huvudstaden Jakarta ligger i Kelurahan Kebayoran Lama Utara.